# Archer MacLean
Archer MacLean (28 januari 1962 - 24 december 2022) was een Brits computerspelprogrammeur.
Hij is bekend van homecomputergames als  Dropzone en International Karate. Hij schreef ook enkele snooker- en poolspellen voor de PC en Amiga, waarvan Jimmy White's 'Whirlwind' Snooker een van de bekendste was.
Later maakte hij spellen voor moderne spelcomputers als de PSP en Wii en schreef hij voor het tijdschrift Retro Gamer.
MacLean overleed op 60-jarige leeftijd.

## Bekende spellen
- Dropzone (1984)
- International Karate (1985)
- International Karate Plus (1987)
- Jimmy White's 'Whirlwind' Snooker (1991)
- Archer MacLean's Pool (1992)
- Archer MacLean's Super Dropzone (1994)
- Jimmy White's 2: Cueball (1998)
- Jimmy White's Cueball World (2001)
- Archer MacLean's Mercury (2005)
- Mercury Meltdown Remix (2006)
- Mercury Meltdown Revolution (2007)
- Wheelspin/SpeedZone (2009)